# Oto czym kończą się pańskie pomysły
Oto czym kończą się pańskie pomysły – antypolski rosyjski plakat propagandowy (barwna litografia) z 1920 autorstwa Stiepana Mucharskiego wykonany w czasie wojny polsko-bolszewickiej. Typowy przykład komunistycznej propagandy.

## Opis
Plakat przedstawia moment wkroczenia do polskiego miasteczka oddziału rosyjskiej kawalerii witanej przez wiwatujących chłopów i robotników – niektórzy z nich trzymają w dłoniach bukiety kwiatów i chleb. W tle po lewej jeden z robotników trzyma czerwony sztandar z napisem „Niech żyje sowiecka Polska!”. Na pierwszym planie widać „polskich panów” (symbole ucisku proletariatu) wypędzanych z miasteczka przez bolszewickiego kawalerzystę i polskiego chłopa.